# Liste der Baudenkmäler in Wiesenbach (Schwaben)
Auf dieser Seite sind die Baudenkmäler in der schwäbischen Gemeinde Wiesenbach zusammengestellt. Diese Tabelle ist eine Teilliste der Liste der Baudenkmäler in Bayern. Grundlage ist die Bayerische Denkmalliste, die auf Basis des Bayerischen Denkmalschutzgesetzes vom 1. Oktober 1973 erstmals erstellt wurde und seither durch das Bayerische Landesamt für Denkmalpflege geführt wird. Die folgenden Angaben ersetzen nicht die rechtsverbindliche Auskunft der Denkmalschutzbehörde.
 Die Liste gibt den Fortschreibungsstand vom 28. August 2018 wieder und umfasst sieben Baudenkmäler.

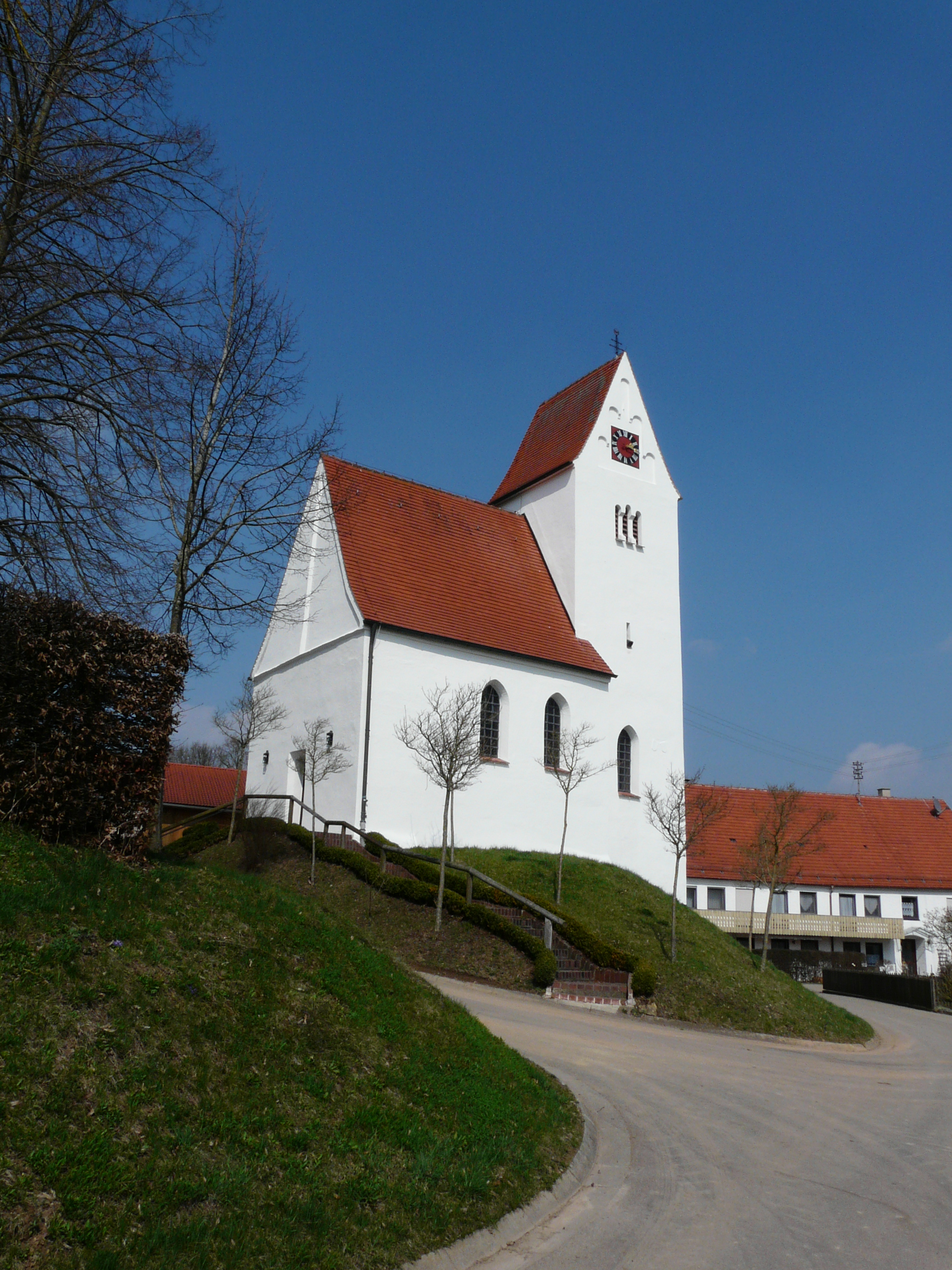
Kirche in Unterwiesenbach

## Baudenkmäler nach Ortsteilen

### Oberegg
| Lage                    | Objekt                           | Beschreibung | Akten-Nr.    | Bild                             |
| ----------------------- | -------------------------------- | --- | ------------ | -------------------------------- |
| Höflesäcker (Standort)  | Katholische Kapelle St. Maria    | Rechteckbau mit Dreiseitschluss, Eckpilastern und Gesimsgliederung, drittes Viertel 18. Jahrhundert; mit Ausstattung. | D-7-74-189-4 | Katholische Kapelle St. Maria    |
| Mühle 3 (Standort)      | Inschrifttafel                   | 18. Jahrhundert. | D-7-74-189-5 | BW                               |
| Weiherweg 14 (Standort) | Katholische Kapelle St. Leonhard | Hoher Rechteckbau mit eingezogener Halbrundapsis und reich gegliederter Giebelfassade, 1768; mit Ausstattung.         | D-7-74-189-3 | Katholische Kapelle St. Leonhard |

### Oberwiesenbach
| Lage                    | Objekt                              | Beschreibung | Akten-Nr.    | Bild           |
| ----------------------- | ----------------------------------- | --- | ------------ | -------------- |
| Kirchplatz 3 (Standort) | Pfarrhaus                           | Spätklassizistischer zweigeschossiger Walmdachbau mit Kniestock, spätklassizistisch, 1874/75; zugehöriger Pfarrstadel, Satteldachbau mit teils gemauertem Erdgeschoss, gleichzeitig                                                   | D-7-74-189-7 | weitere Bilder |
| Kirchplatz 4 (Standort) | Katholische Pfarrkirche St. Blasius | Saalbau mit eingezogenem Rechteckchor und südlichem Turm mit achteckigem Glockengeschoss und Zwiebelhaube, Chor und Turm, wohl von Valerian Brenner, 1708, Langhaus neu errichtet von Johann Martin Kramer, 1757/58; mit Ausstattung. | D-7-74-189-6 | weitere Bilder |

### Unterwiesenbach
| Lage                        | Objekt                                                       | Beschreibung | Akten-Nr.    | Bild           |
| --------------------------- | ------------------------------------------------------------ | --- | ------------ | -------------- |
| Kapellenstraße 1 (Standort) | Katholische Filialkirche St. Stephanus, Laurentius und Vitus | Mittelalterliche Chorturmanlage mit mächtigem Chorturm mit Blendbogenfries und Satteldach, Unterbau des Turms wohl 14. Jahrhundert, Langhaus und Turmoberteil zweite Hälfte 15. Jahrhundert; mit Ausstattung. | D-7-74-189-1 | weitere Bilder |

## Ehemalige Baudenkmäler
In diesem Abschnitt sind Objekte aufgeführt, die früher einmal in der Denkmalliste eingetragen waren, jetzt aber nicht mehr. Objekte, die in anderem Zusammenhang also z. B. als Teil eines Baudenkmals weiter eingetragen sind, sollen hier nicht aufgeführt werden. Aktennummern in diesem Abschnitt sind ehemalige, jetzt nicht mehr gültige Aktennummern.

| Lage                                     | Objekt     | Beschreibung                                                                         | Akten-Nr.    | Bild       |
| ---------------------------------------- | ---------- | ------------------------------------------------------------------------------------ | ------------ | ---------- |
| Unterwiesenbach Hauptstraße 5 (Standort) | Bauernhaus | Zweigeschossiger Satteldachbau in Ecklage, im Kern 18. Jahrhundert, stark überformt. | D-7-74-189-2 | Bauernhaus |